# Library of Congress Classification
Library of Congress Classification (LCC) je pořádací systém určený pro ukládání knih v knihovně, který byl vyvíjen pro potřeby Kongresové knihovny v USA na konci 19. století. Vývoj dále pokračoval i na začátku 20. století a poté, co byl úspěšně zaveden pro potřeby pořádání fondu v samotné Kongresové knihovně, začaly ho používat i další americké knihovny. V současnosti je tento systém jedním z nejpoužívanějších na světě.
Klasifikace byla vyvinuta Jamesem Hansonem (vedoucí oddělení katalogu) s pomocí Charlese Martela v roce 1897. Systém byl navržen speciálně pro účely a sbírku Kongresové knihovny, aby nahradil systém pevných umístění vyvinutý Thomasem Jeffersonem. 
LCC používaly především velké výzkumné a akademické knihovny, zatímco většina veřejných knihoven a malých akademických knihoven používala systém Deweyův desetinný systém.
Za nevýhodu LCC je považován především nedostatečný teoretický základ, rozhodnutí o klasifikaci je řízeno spíše praktickými potřebami a systém tak poskytuje především průvodce po knihách jedné konkrétní knihovny, nikoliv obecnou klasifikaci knih.

## Historie
V roce 1800, kdy byla založena Kongresová knihovna, byl její fond zorganizován formátově (dle velikosti). První změna v uspořádání fondu proběhla o osm let později, kdy došlo k vytvoření kategorií pro určité speciální dokumenty, např. pro finanční, legislativní a soudní zprávy. Po vypálení knihovny v roce 1814, se využilo klasifikačního systému Thomase Jeffersona, který se používal s několika modifikacemi až do konce 19. století.

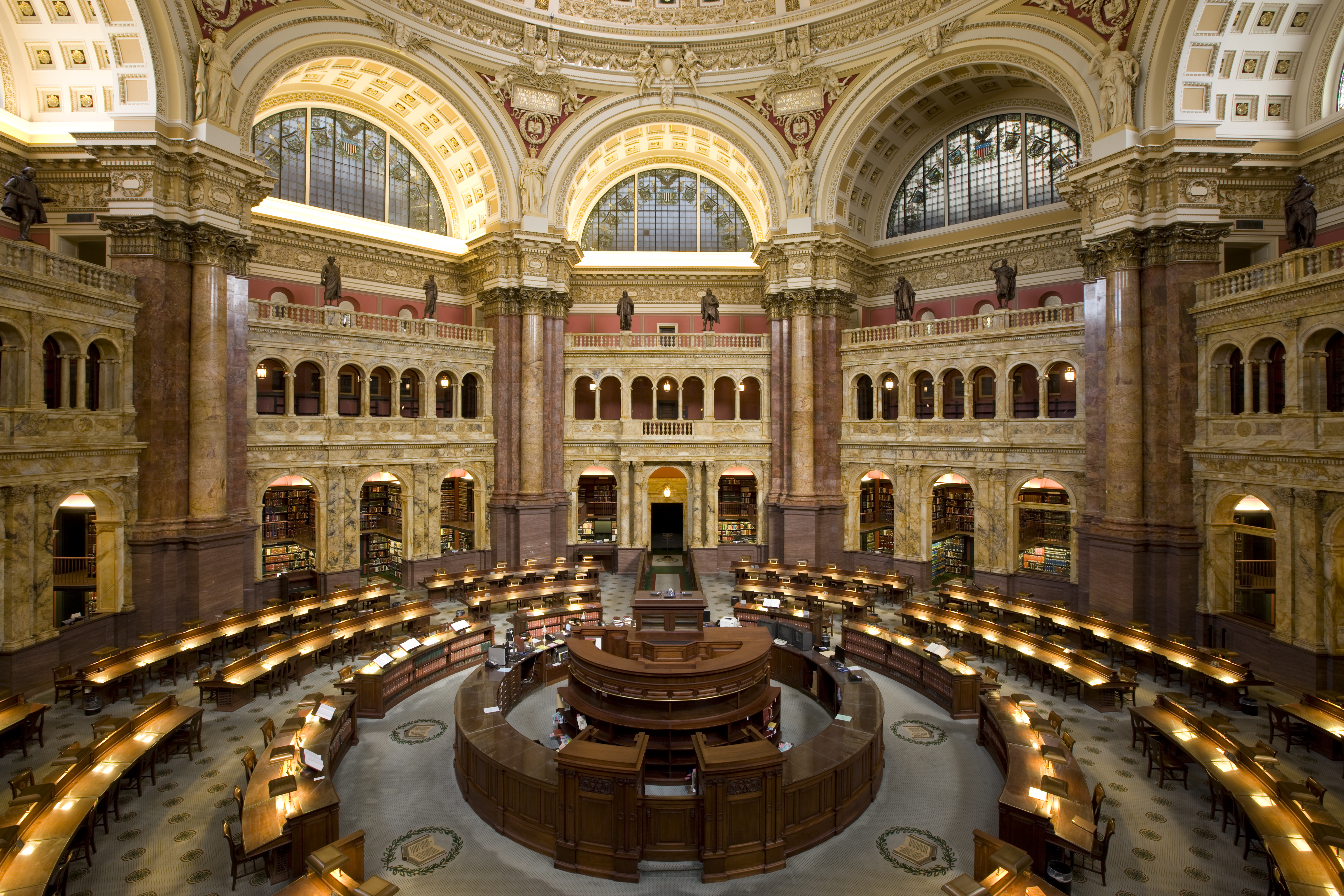
Hlavní čítárna Kongresové knihovny

Právě v této době, začínají knihovníci z LC shledávat stávající klasifikační systém jako zastaralý a nevyhovující vzhledem k velikosti fondu, který se blížil k jednomu milionu jednotek. Dožadují se proto systému nového. Uvažují o přepracování Deweyho desetinného třídění (DDC), to však po diskuzích s Melwilem Deweym odmítnou, neboť DDC je nevhodné pro organizaci sbírek velkého rozsahu – zejména kvůli délkám signatur.
Jako základ nového třídění pak byla zvolena Cutterovo expanzivní klasifikace, které se po mnoha úpravách a změnách přetransformovala v Třídění kongresové knihovny (LCC). Hlavní podíl na práci měli dva knihovníci z LC - James C. M. Hanson a Charles Martel. 
Na přelomu 19. a 20. století se začaly postupně jedna po druhé rozpracovávat třídy do tabulek – tzv. schedules, které mapují celou třídu a podtřídy. Jako první byla zvolena třída Z – bibliografie a knihovnictví, neboť ta byla důležitá pro další vývoj klasifikace. Následovaly třídy E a F. Je zajímavé, že ačkoliv tyto dvě třídy byly vytvořeny jako druhé, zveřejnění se dočkali jako první – v roce 1901. Třída Z byla zveřejněna až o rok později.  V roce 1967 se začalo s postupným zveřejňováním poslední zbývající třídy K – právo, které trvalo až do devadesátých let.

## Základní charakteristika
Library of Congress Classification (LCC) bylo vytvořeno z čistě praktických důvodů – k organizaci fondu Kongresové knihovny a nejedná se tedy o filozofický systém, který by byl určen pro klasifikaci vědění. Navržený systém – LCC, pak nevyžaduje nutně sledovat vědecké uspořádání předmětových skupin. Spíše než to, usiluje o pohodlné řazení různých skupin, které považuje za skupiny knih a nikoli za skupiny pouhých předmětů.
Protože LCC bylo vytvořeno „na míru“ fondu Kongresové knihovny, je jednou z jeho typických charakteristik tzv. literary warrant. Termín by se mohl přeložit jako klasifikace doložená v literatuře.  Třídy LCC, tak byly vytvořeny s přihlédnutím k literatuře, kterou měly obsáhnout. Tím se vysvětluje silné vychýlení a zaujatost LCC ke Spojeným státům. A větší či menší důraz na detailnost jednotlivých tříd – právo, politika, vojenství a námořnictví je zpracováno velmi detailně, ve srovnání například s třídami vědy a technologií.
Další charakteristickou vlastností LCC je enumerativnost – jedná se o enumerativní klasifikační systém. LCC tedy enumeruje (vyjmenovává, vypočítává) všechny entity, které mají být klasifikovány. Téma dokumentu je pak reprezentováno skrz detailní členění a systém pomocných znaků. Enum. systémy jsou pak nutně selektivní, není možno všechny specifické pojmy klasifikovat.
Pro LCC je také charakteristická živost a pružnost při přijetí nových hesel. Systém se proto neustále vyvíjí (týdně aktualizovaný) a mění s ohledem na potřeby uživatelů – měl by vždy korespondovat s aktuálním fondem Kongresové knihovny. [Rick Block 2008] V případě potřeby zařazení nového hesla či kategorie, nenastává žádná komplikace, neboť v číselných řadách označujících hesla jsou neobsazená čísla (místa), na která se pak může umístit právě nové heslo. Pokud není již žádné volné číslo k dispozici, lze zvolit rozšíření s pomocí desetinného místa. 
Původní LCC rozděluje veškeré lidské vědění do 21 základních tříd, z nichž každá je znázorněna jedním písmenem abecedy. Těchto 21 tříd se dále dělí do množství podtříd, které více specifikují dokument v rámci jeho příslušnosti k jedné ze základních tříd. Tyto podtřídy jsou znázorněny kombinacemi dvou, maximálně tří dalších znaků.

### Struktura LCC
Celé LCC rozděluje vědění do 21 hlavních tříd, které označuje jednotlivými velkými písmeny. Třídy je možno seskupit do čtyř tematických částí. A – všeobecnosti, B až P – humanitní a sociální vědy, Q až V – přírodní vědy a technologie a Z – bibliografie a knihovnictví. Třídy se pak dále dělí na podtřídy – odvětví disciplín, které se pak označují dvěma popř. třemi písmeny. Hlavní třída Q – věda, se pak dále dělí na podtřídy: QA – matematika, QB – astronomie, QC – fyzika, aj 
Uvnitř každé podtřídy se pak nachází další uspořádání do předmětových hesel (subject division) a podhesel (subdivision), která jsou vždy uspořádaná podle jednotného schématu a očíslované od 1-9999.  Schéma se skládá ze sedmi částí. Z formy dokumentu, filozofie, biografie, všeobecností, studia a výuky, tématu a subtématu a regionu.

#### Seznam hlavních tříd
| Zkratka | Předmět                                                                    |
| ------- | -------------------------------------------------------------------------- |
| A       | General Works                                                              |
| B       | Philosophy, Psychology, and Religion                                       |
| C       | Auxiliary Sciences of History                                              |
| D       | General and Old World History                                              |
| E       | History of America                                                         |
| F       | History of the United States and British, Dutch, French, and Latin America |
| G       | Geography, Anthropology, and Recreation                                    |
| H       | Social Sciences                                                            |
| J       | Political Science                                                          |
| K       | Law                                                                        |
| L       | Education                                                                  |
| M       | Music                                                                      |
| N       | Fine Arts                                                                  |
| P       | Language and Literature                                                    |
| Q       | Science                                                                    |
| R       | Medicine                                                                   |
| S       | Agriculture                                                                |
| T       | Technology                                                                 |
| U       | Military Science                                                           |
| V       | Naval Science                                                              |
| Z       | Bibliography, Library Science, and General Information Resources           |

### Signatura LCC
Signatura v LCC se skládá ze dvou částí – z čísla třídy a z čísla knihy. Číslo třídy reflektuje předmět díla a je odvozeno z klasifikačních tabulek. Obsahuje tedy písmena (třída a podtřída) a čísla ( předmětové heslo a podheslo). Číslo knihy slouží k rozlišení jednotek ve stejné třídě a skládá se obvykle z katerizačního (Cutterova) čísla, z roku vydání, označení multiplikátu a čísla části. 
Katerizační číslo je kód, který se skládá z desetinné tečky, velkého písmena a číslic. Může vyjadřovat několik znaků díla – název díla, téma, geografické názvy a jména osobní a korporativní. Katerizační číslo se tvoří s pomocí katerizačních tabulek v závislosti na tom, za jakým účelem se samotné číslo tvoří.
Dle vytvořené signatury se pak knihy umisťují na regál. Nejdříve jsou umisťovány abecedně dle hlavních tříd a podtříd. Následně dle katerizačních čísel – abecedně a číselně a nakonec dle roku vydání. Výsledkem takto seřazeného fondu je pak např. to, že díla pojednávající o stejném tématu jsou seřazena abecedně dle autorů, díla jednoho autora o stejném tématu jsou řazeny chronologicky, popř. že sborníky z konference jsou chronologicky u sebe. 

### Vyhledávání podle LCC
Jak se tedy orientovat v uložení konkrétní knihy, když se můžeme spolehnout pouze na tento krátký kód? Chceme-li knihu najít na regále, musíme nejdřív nalézt příslušnou třídu. Knihy jsou na regálech seřazeny nejprve abecedně podle tříd a podtříd (A - AZ,J –JZ a tak dále). Následuje numerické řazení pro téma (od 1 do 9999). U katerizačního čísla je při řazení důležité nejprve počáteční písmeno a potom teprve i číslo. Toto číslo si však musíme představit jako desetinné: po číslu 43 tedy nenásleduje číslo 44, ale číslo 431, poté 432 až se dostaneme k 439, a teprve potom přijde číslo 44.
Chceme-li konkrétní dokument charakterizovat ještě dál, můžeme tuto klasifikaci rozšířit například o datum, kdy byl dokument vydán. Pokud chceme publikaci specifikovat ještě přesnějí, například o jakou konkrétní knihovní jednotku se jedná, můžeme za letopočet přidat číslo exempláře. Toto je velký rozdíl proti striktně hierarchickým pořádacím systémům, jako je například MDT.

## LCC v České republice
V současné době u nás využívá LCC zejména Národní technická knihovna a to pro stavění fondu ve volném výběru. V roce 2005 tak rozhodli zástupci NTK, ČVUT A VŠCHT. Tomuto rozhodnutí také předcházela důkladná analýza a porovnání dalších možných systémů třídění – Polytematického stuturovaného hesláře, Mezinárodního desetinného třídění a Konspektu. LCC bylo zvoleno z několika důvodů –je přímo určeno pro volně přístupný fond, je mezinárodně rozvíjeno a podporováno, týdně aktualizováno aj. Jistou nevýhodu je pak možno vidět v zaměření LCC na Spojené státy. To potvrdily i zkušenosti z knihovny ve Varšavě, která musela třídění upravit vzhledem se svému fondu, neboť “původní” LCC není podrobné v oblastech polských dějin či polské literatury apod. 
Po rozhodnutí přijmout LCC se tedy musel celý fond reindexovat – nejprve se pro nové přírůstky stahovaly kódy z OPACu Kongresové knihovny , později se přešlo na originální katalogizaci. Z důvodů malého personálního zajištění se také začaly využívat metody automatické indexace – software vyvinutý firmou Incad. Výkon indexátora se tímto zvýšil z 10 zpracovaných záznamů na 100. Nicméně úspěšnost přidělení věcného kódu tímto způsobem se pohybuje kolem 60%, u katerizačního čísla je to cca 95 %. Chybné záznamy se pak opravují v rámci zpracování fondu – např. za prvních šest měsíců roku 2010, se opravily LCC signatury u cca 2 900 titulů. 
Specifikum české verze LCC je především v používání české abecedy v autorských cutterech, neboť bez české abecedy by nebylo možné jednotlivé autory odlišovat v dostatečné míře od sebe. NTK dále využívá možností dalších rozšíření této klasifikace.
V roce 2010 také proběhl mezi zaměstnanci a návštěvníky NTK průzkum, který se mimo jiné zabýval otázkami spojenými právě s LCC. Podle výsledků průzkumu je 75% dotázaných zaměstnanců spokojeno s řazením dle LCC a umí se dle ní orientovat. Dále také 60 % zaměstnanců nedělá potíže zařadit knihu správně do regálu. Zaměříme-li se na dotazované uživatele, pak pro 60 % z nich, není obtížné najít dokument na regálu, přičemž 50 % to zvládne za 5-10 minut. Z dotazníků je tedy patrné, že většina zaměstnanců i uživatelů NTK nemá problémy se systémem stavění volného fondu v knihovně. Detailněji k průzkumu viz 

## Ukázky klasifikace
1. Jednoduchá klasifikace
GE10 .P67 2008
TP151 .A43 2009
TS1890 .CH36 2007
2. Dílové publikace
QD381 .E45 2005 1
QD381 .E45 2005 2
QD381 .E45 2005 3
3. Složitější klasifikace
TK5103 .45 .I63 2005
HF5548 .4 .M523 M37 2007 1
HF5548 .4 .M523 M37 2007 2